# Ruisrock
Il Ruisrock è un festival musicale di musica rock che si celebra annualmente nella città di Turku, in Finlandia, solitamente nei primi giorni di luglio. Organizzato a partire dal 1970, è il più antico festival rock finnico e uno dei più antichi in Europa.
Si svolge sull'isola di Ruissalo, nel Mar Baltico (all'interno del territorio della città di Turku) su un'area che ospita attualmente cinque palchi e divisa in due sezioni principali: Niittyalue (prato) and Ranta-alue (spiaggia), connesse tra loro. Richiama ogni anno un pubblico piuttosto vasto: la media attuale è di 70 000 visitatori, sebbene il record assoluto stabilito nel 1971 vide la partecipazione di circa 100 000 persone, e l'alternarsi sul palco di gruppi quali The Pink Fairies o i Canned Heat.
In tempi più recenti il più alto successo si registrò nell'edizione del 2009, che durò tre giorni e nella quale si esibirono grandi nomi internazionali come Slipknot, Disturbed, Faith No More, Mew, In Flames, Volbeat, Glasvegas, The Sounds oltre a musicisti finlandesi fra cui Children of Bodom, Eppu Normaali, Tehosekoitin e The Crash, davanti a un pubblico di 91 000 persone.